# Коларов, Атанас
Атанас Коларов (2 марта 1934, Лом) — болгарский шахматист, международный мастер (1957).
В составе национальной сборной участник 6-и Олимпиад (1956, 1960—1962, 1966—1970).

## Изменения рейтинга
| Графики недоступны из-за технических проблем. См. информацию на Фабрикаторе и на mediawiki.org. |